# Перемога (колійний пост)
Перемо́га (раніше також 1385 км) — залізничний колійний пост Одеської дирекції Одеської залізниці на лінії ім. М.А. Гур’єва — Подільськ.
Розташований у селі Володимирівка Захарівського району Одеської області між станціями Іванівка (11 км) та Затишшя (8 км).
(Не плутати із з.п. Перемога Помічнянського напрямку, який розташований у межах тієї ж дирекції).
Зупиняється більшість електропоїздів з Одеси до Вапнярки і Балти. На платформі зупиняються приміські поїзди